# Bactoprenol
Bactoprenol là một lipid đầu tiên được xác định trong một số loài Lactobacili. Nó là một loại rượu kỵ nước đóng vai trò chính trong sự phát triển của thành tế bào (peptidoglycan) ở vi khuẩn gram dương.

## Xảy ra
Bactoprenol là một lipid được tổng hợp từ axit mevalonic và là loại lipid dồi dào nhất được tìm thấy trong một số loài Lactobacilli. Bactoprenol được tìm thấy trong cả màng mesosomal và huyết tương. Mesosomal và bactoprenol huyết tương được tổng hợp độc lập với nhau.

## Chức năng
Bactoprenol được cho là đóng một vai trò quan trọng trong việc hình thành các thành tế bào ở vi khuẩn gram dương bằng cách đạp các monome peptidoglycan qua màng plasma và chèn các monome này vào các điểm tăng trưởng trong thành tế bào vi khuẩn.

## Ý nghĩa kháng sinh
Bởi vì bactoprenol rất quan trọng đối với sự phát triển của tế bào, nhiều hợp chất kháng sinh hoạt động bằng cách phá vỡ con đường vận chuyển qua trung gian bactoprenol. Chiến lược này lần đầu tiên được xác định bằng cách nghiên cứu cơ chế kháng sinh của friulimicin B.  Kể từ đó, các loại kháng sinh khác sử dụng cơ chế tương tự đã được xác định, bao gồm nisin  và lantibamel như NAI-107.